# Gotra striatipleuris
Gotra striatipleuris is een insect uit de familie van de gewone sluipwespen (Ichneumonidae). De wetenschappelijke naam van de soort werd in 1911 gepubliceerd door Cameron.